# جورج ترامب
جورج ترمب (بالألمانية: Georg Trump) هو مصمم طوابع البريد ومصمم جرافيك ألماني، ولد في 10 يوليو 1896 في Rot am See ‏ في ألمانيا، وتوفي في 21 ديسمبر 1985 في ميونخ في ألمانيا.